# أحمس حنوت تمحو
أحمس حنوت تمحو، هي أميرة وملكة مصرية قديمة غير حاكمة أو زوجة ملك، من عهد يتراوح بين نهايات الأسرة السابعة عشرة وبدايات الأسرة الثامنة عشرة.

## عائلتها
الملكة أحمس حنوت تمحو هي ابنة الملك سقنن رع من أخته وزوجته الملكة أحمس إنحابي، وربما كانت متزوجة من أخيها غير الشقيق الملك أحمس الأول، و قد كانت الملكة أحمس حنوت تمحو - طبقاً لألقابها المعروفة - أختاً غير شقيقة كذلك للزوجة الملكية العظمى وزوجة الإله أمون أحمس نفرتاري.

## ألقابها
- زوجة الملك.
- الزوجة الملكية العظيمة.
- ابنة الملك.
- أخت الملك.[1][2]

## حياتها
لا يعرف الكثير عن حياة الملكة أحمس حنوت تمحو، وقد ذكرت على لوحة رسمها عالم الآثار الألماني كارل ليبسيوس في كتابه آثار من مصر وأثيوبيا (مجلد اللوحات الثالث، اللوحة 8، الشكل a).
كما تم تضمين الملكة أحمس حنوت تمحو في قائمة الأجداد الملكيين المقدسين في الأسرة التاسعة عشرة. وتظهر هذه القائمة في مقبرة الفنان خع بخنت في دير المدينة (رقم TT2، وفي كتاب كارل ليبسيوس مجلد 3،لوحة 2، شكل a). ففي الصف العلوي، يظهر الأمير أحمس ساباير على اليسار، وتظهر الملكة أحمس حنوت تمحو كرابع امرأة من اليسار، بعد زوجة إله وسيدت الأرضين أحمس، وزوجة الملك المسماة تورس.

## مدفنها
تم اكتشاف مومياء الملكة أحمس حنوت تمحو في عام 1881 في تابوتها الخاص في المقبرة DB320 بالدير البحري (و المعروفة بخبيئة الدير البحري)، وهي الآن ترقد محفوظة في المتحف المصري بالقاهرة. وتم فحصها من قبل عالم الآثار غاستون ماسبيرو في ديسمبر 1882.
وقد كانت الملكة أحمس حنوت تمحو امرأة متقدمة في العمر عند وفاتها، مع أسنان أبلاها الزمن، وكتبت اقتباسات من كتاب الخروج إلى النهار على لفائف موميائها.
وربما كانت في الأصل مدفونة مع والدتها، وأخذت مومياؤها إلى خبيئة الدير البحري مع المومياوات الأخرى بعد العام 11 من حكم الملك ششنق الأول.

## اقرأ أيضاً
- مومياوات مصرية.